# Bavia sexpunctata
Bavia sexpunctata es una especie de araña del género Bavia, familia Salticidae. Fue descrita científicamente por Carl Ludwig Doleschall en 1859. El nombre de su especie se le dio en referencia a los seis puntos en su abdomen.

## Distribución
Se distribuye por Singapur, Malasia, Indonesia, Tailandia, Japón, Filipinas, Palaos, Camboya, India y Sri Lanka. La especie se mantiene activa durante todos los meses del año. Se puede encontrar en el interior de edificios, asentamientos humanos y jardines.

## Descripción
La B. sexpunctata es una araña saltadora fuerte. Es cazadora terrestre y arbórea, acecha y se abalanza activamente sobre sus presas con paciencia. Se alimenta de insectos más pequeños. Tiene un caparazón de aspecto bajo y una superficie superior plana con mechones de cerdas que cuelgan por la espalda. El abdomen tiene forma ovalada alargada. Tiene patas largas, y el primer par de patas es más fuerte y más grande que el resto.